# Краснобородая ночная щурка
Красноборо́дая ночна́я щу́рка (лат. Nyctyornis amictus) — вид птиц из семейства щурковых.

## Описание

### Внешний вид
Длина тела птицы 27—31 см. Масса тела составляет 68—92 грамма у самцов и 61—70 грамм у самок. В окраске преобладает зелёный цвет — более тёмный на спине и крыльях и светлый на брюшке. У взрослых птиц горло окрашено в ярко-красный цвет, а лобная часть головы — в лиловый. Именно за такую окраску птица и получила своё название. Половой диморфизм отсутствует.

### Голос
Птица издаёт быстрые ниспадающие звуки похожие на смех.

## Распространение
Птица обитает на территории Мьянмы, Таиланда, острова Суматры и острова Борнео.

## Питание
Краснобородые ночные щурки являются насекомоядными птицами. В их рацион входят медоносные и других видов пчёлы, а также различные другие насекомые. Птицы ловят их на лету или же высматривают их сидя на ветках деревьев.